# 博济墓
博济墓，位于北京市朝阳区高碑店地区小郊亭村。2013年1月，朝阳区文化委员会为“博济墓”立有“北京市朝阳区普查登记文物”牌。

## 简介
博济墓位于朝阳区高碑店乡小郊亭村。原来位于高碑店污水处理厂院内东南草坪，现存博济诰封碑1通、博济神道碑1通，立于清朝康熙四十八年（1709年）。2010年代初，两碑被迁移到高碑店污水处理厂西墙旁边新建的小平台上，并加建石质栏杆。
博济，清史各书均作“博霁”，巴雅拉氏，满洲镶白旗人，《清史稿》、《钦定八旗通志》等书均有传。自护卫授銮仪使，擢为镶白旗都统，康熙二十四年（1685年）授江宁将军。康熙四十七年（1708年）卒，赐祭葬。
博济墓现存的两座石碑，在2010年代初迁移之前，都是倒座，坐东朝西偏北，其中靠南是博济诰封碑，靠北是博济神道碑，博济诰封碑全称作“总督四川陕西等处地方提督军务兼理粮饷兵部尚书兼都察院右副都尉史仍兼管陕西将军事务世袭拖沙拉哈番加三级博济”诰封碑。两碑规制相同，碑身、龟趺均保存完好，碑文漫漶。碑额有字，似是篆书，但已不清晰。